# فری‌بی‌اس‌دی
فری‌بی‌اس‌دی (به انگلیسی: FreeBSD) یک سیستم‌عامل همه‌منظوره و شبه‌یونیکس است که پروژهٔ FreeBSD آن را توسعه می‌دهد. FreeBSD یکی از نخستین سیستم‌عامل‌های متن‌باز است و به‌صورت مستقیم از بی‌اس‌دی یونیکس مشتق شده‌است. بی‌اس‌دی یونیکس سیستم‌عاملی بود که بین سال‌های ۱۹۷۵ تا ۱۹۹۳ در دانشگاه برکلی توسعه می‌یافت. سیستم‌عامل FreeBSD به گونهٔ یک نرم‌افزار آزاد توسعه می‌یابد، این گفته به این معنی است که کدهای منبع FreeBSD در دسترس همگان است و هر کسی می‌تواند آن را دریافت کرده و برای نیازهای گوناگون خود به‌کار بَرَد، همچنین می‌تواند آن را تغییر داده و سپس دوباره آن را منتشر کند. این ویژگی دست‌مایه‌ای شده برای افراد و شرکت‌های گوناگون، تا محصول تجاری و غیرتجاری گوناگونی را بر پایهٔ FreeBSD به وجود آورند. هرچند که FreeBSD یکراست از بی‌اس‌دی یونیکس مشتق شده‌است، اما از دید قانونی، FreeBSD نمی‌تواند یک «یونیکس» نامیده شود، چرا که هم‌اکنون، «یونیکس» یک نشان تجاری ثبت‌شده برای اوپن گروپ است. نخستین نسخهٔ FreeBSD در سال ۱۹۹۳ منتشر شد.
FreeBSD سیستم‌عاملی سازگارپذیر است و از سخت‌افزارها و معماری‌های زیادی پشتیبانی می‌کند. همانند دیگر سیستم‌عامل‌های خانوادهٔ BSD، هسته سیستم‌عامل FreeBSD و همهٔ برنامه‌های فضای کاربر آن، همانند پوسته یونیکس و فرمان‌هایی مانند cat و ps، همگی در یک مخزن کد منبع نگهداری می‌شوند. همچنین FreeBSD می‌تواند فایل‌های باینری دیگر سیستم‌عامل‌ها همانند لینوکس را هم اجرا کند. به کمک پورت‌ها و بسته‌های FreeBSD می‌توان برنامه‌های جانبی گوناگونی را بر روی آن نصب کرد. بر پایهٔ یک آمارگیری در سال ۲۰۰۵، ۷۷ درصد از کاربران سیستم‌عامل‌های خانوادهٔ BSD، از FreeBSD استفاده می‌کنند، بنابراین FreeBSD بزرگترین جامعهٔ کاربری را در بین سیستم‌عامل‌های خانوادهٔ BSD دارد.
امروزه افراد و شرکت‌های تجاری زیادی FreeBSD را برای اهداف گوناگون خود بکار می‌برند که از این میان می‌توان یاهو!، اپل، ژونیپر نتورکس، نوکیا، آی‌بی‌ام، یاندکس، بنیاد نرم‌افزار آپاچی، هات‌میل، سونی و بسیاری دیگر را نام برد.

## موارد استفاده

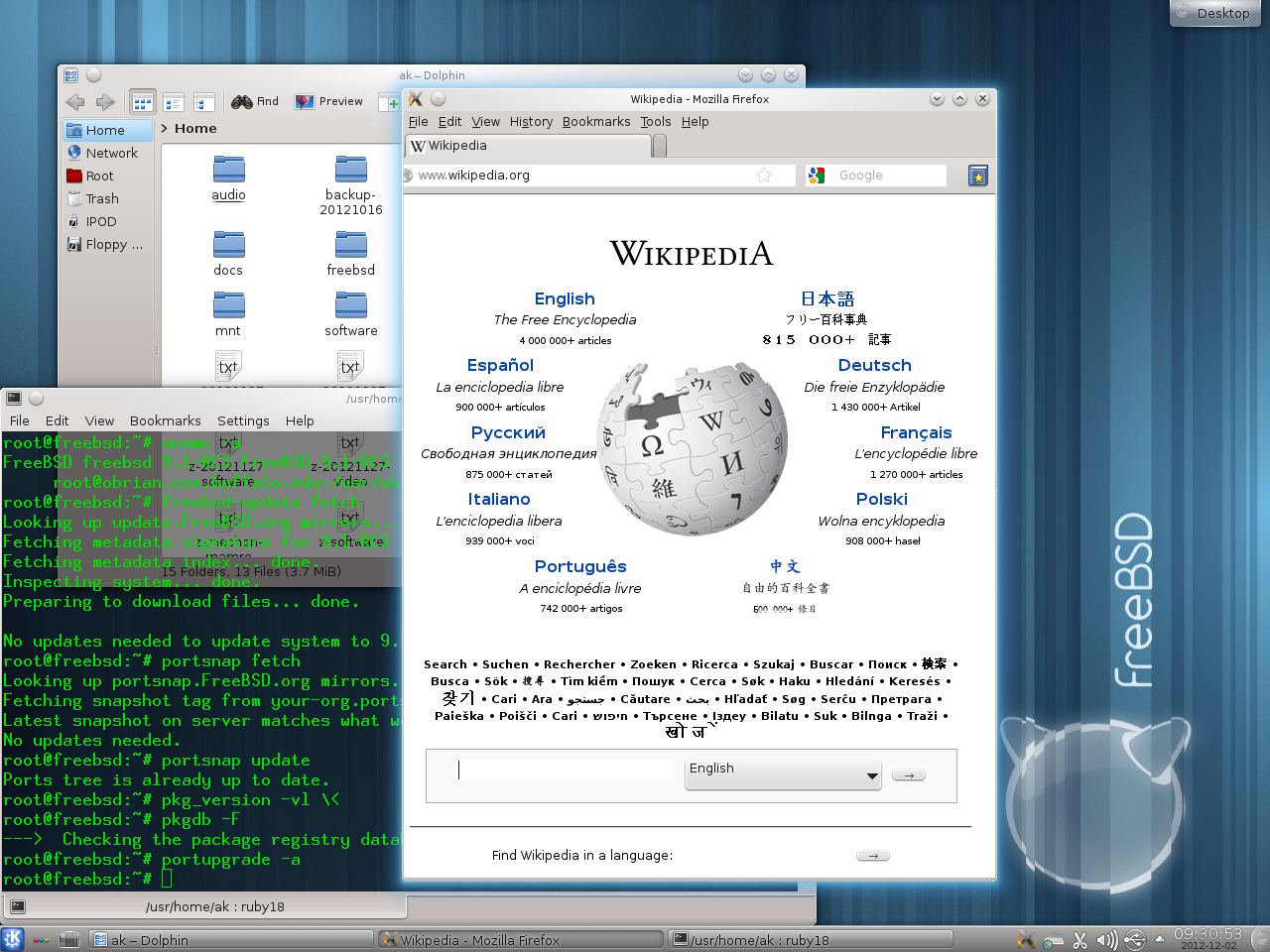
اسکرین شات از FreeBSD 9.1-RC3، با KDE SC 4.8.4، مدیریت فایل Dolphin، شبیه ساز ترمینال Konsole و مرورگر فایرفاکس

برخی از مواردی که می‌توان فری‌بی‌اس‌دی را بکار گرفت عبارتند از:
سرویس‌دهنده‌ها
فری‌بی‌اس‌دی می‌تواند همچون یک سرویس‌دهنده پست الکترونیک، وب، دیوار آتش، اف‌تی‌پی، دی‌ان‌اس و مسیریاب پیکربندی شده و بکار گرفته شود.
میزکار
سامانه پنجره اکس و همچنین می‌توان میزکارهای گوناگونی همچون گنوم، کی‌دی‌ئی و Xfce را روی فری‌بی‌اس‌دی نصب کرد. برخی از پروژه‌های دیگر همانند PC-BSD تلاش کرده‌اند با فراهم آوردن یک نسخهٔ سفارشی از فری‌بی‌اس‌دی که به شکل پیش‌فرض دارای محیط گرافیکی است، کار را برای کاربران آسان‌تر کنند.
استفاده تجاری
فری‌بی‌اس‌دی یک پروانهٔ نرم‌افزاری سهل‌گیر دارد که آزادی‌های زیادی به کاربران و شرکت‌ها می‌دهد و دست آن‌ها را بازمی‌گذارد تا کدهای منبع فری‌بی‌اس‌دی را در محصولات انحصاری خود بکار برند.
سیستم‌های توکار
در کنار سکوهای سخت‌افزاری رایجی مانند x86 و x86-64، فری‌بی‌اس‌دی از سکوهای سخت‌افزاری دیگری همانند معماری آرم، میپس و پاورپی‌سی هم پشتیبانی می‌کند و بدین گونه می‌تواند در سامانه‌های توکار نیز به کار گرفته شود.

## تاریخچه

### پیش‌زمینه

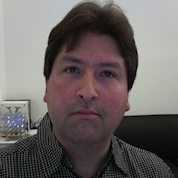
جردن هوبارد از بنیان‌گذاران پروژهٔ فری‌بی‌اس‌دی و برای سال‌ها یکی از افراد کلیدی در توسعهٔ این سیستم‌عامل بود.

ریشه‌های پیدایش فری‌بی‌اس‌دی به دانشگاه برکلی بازمی‌گردد. این دانشگاه، یک مجوز کد منبعِ یونیکس از شرکت AT&T دریافت کرده بود. دانشجویان این دانشگاه، یونیکس AT&T را دگرگون کرده و گسترش داده بودند و این نسخهٔ دگرگون‌شده را بی‌اس‌دی نام نهادند. بیل جوی در سال ۱۹۷۶ پروژهٔ بی‌اس‌دی را بنیان نهاد و این پروژه رفته‌رفته با پیوستن افراد دیگری پیشرفت کرد. آن‌ها قابلیت‌هایی همانند TCP/IP و حافظه مجازی را در این سیستم‌عامل پیاده‌سازی کرده بودند. اما از آنجایی که بی‌اس‌دی دارای کدهای یونیکس AT&T بود، تنها در دسترس سازمان‌هایی گذاشته می‌شد که از AT&T گواهی‌نامه دریافت کرده بودند.
در ژوئیه ۱۹۸۹، نسخه‌ای از بی‌اس‌دی با نام Net-1 به صورت همگانی منتشر شد. Net-1 نخستین نسخه‌ای بود که یک نرم‌افزار آزاد بوده و پروانهٔ آن پروانه بی‌اس‌دی بود. پس از انتشار Net-1، یکی از توسعه‌دهندگان بی‌اس‌دی به نام کیث باستیک، پیشنهاد کرد که همهٔ کدهایی که برای AT&T بودند، با کدهایی با پروانه بی‌اس‌دی جایگزین شوند. بدین گونه کار بر روی جایگزین کردن کدهای AT&T آغاز شد. پس از گذشت زمانی نزدیک به ۱۸ ماه، بسیاری از کدهای AT&T جایگزین شده بودند. اما هنوز ۶ فایل دیگر در هستهٔ سیستم مانده بودند که جایگزین نشده بودند. توسعه‌دهندگان بر آن شدند تا به جای نوشتن این شش فایل، نسخهٔ جدید را به گونهٔ نیمه‌کاره و بدون این شش فایل پخش کنند. این نسخهٔ تازه که Net-2 نام داشت، در سال ۱۹۹۱ پخش شد.

### تولد فری‌بی‌اس‌دی
چند ماه پس از انتشار Net-2، یک زن و شوهر به نام‌های لین ژولیتز و ویلیام ژولیتز کارنوشتن آن شش فایل را آغاز کردند و پس از پایان‌یافتن کار، سیستم‌عاملی به نام 386BSD را منتشر کردند. آن‌ها این سیستم‌عامل را با FTP در اختیار همگان گذاشتند. روند توسعهٔ 386BSD، پس از آن انتشار نخستین، آهسته شده بود. برخی از کاربران 386BSD، آغاز به نوشتن و گردآوردن وصله‌هایی کردند تا 386BSD را بروز نگه دارند و مشکلات آن را گره‌گشایی کنند. اما به دلیل کشمکش‌هایی که بین آن‌ها و ویلیام ژولیتز، رهبر پروژهٔ 386BSD پدید آمده بود، بر آن شدند تا 386BSD را منشعب کنند. این‌گونه بود که فری‌بی‌اس‌دی برپایهٔ 386BSD زاده شد. نخستین نسخهٔ فری‌بی‌اس‌دی، در نوامبر سال ۱۹۹۳ منتشر شد. نسخه ۱٫۱ هم در مه سال ۱۹۹۴ منتشر شد.
در همان روزهای نخستین پیدایش پروژه، شرکتی به نام والنات کریک سی‌دی‌رام بنا به درخواست یکی از بنیان‌گذاران فری‌بی‌اس‌دی به نام جردن هابارد، پذیرفت که فری‌بی‌اس‌دی را بر روی دیسک‌های سی‌دی‌رام پخش کند. این شرکت افزون بر پخش کردن فری‌بی‌اس‌دی بر روی دیسک‌های سی‌دی‌رام و همچنین FTP، یک رایانه به همراه اینترنت پرسرعت برای پروژه فراهم کرد، دو تا از بنیان‌گذاران پروژه را استخدام کرد، فری‌بی‌اس‌دی را بر روی سرویس‌دهنده‌های خود بکار گرفت، کتاب‌هایی پیرامون فری‌بی‌اس‌دی چاپ و پخش کرد و همچنین پشتیبان مالی کنفرانس‌هایی بود که به‌دست پروژه برگزار می‌شد. به گونه‌ای که فری‌بی‌اس‌دی کامیاب‌ترین محصول این شرکت شد. این شرکت پس از آن نام خود را به فری‌بی‌اس‌دی مال دگرگون کرد. همکاری‌های این شرکت نقش برجسته‌ای در پیشرفت و کامیابی پروژه فری‌بی‌اس‌دی داشت.
فری‌بی‌اس‌دی امروزه به‌دست افراد و شرکت‌های زیادی همانند IBM، نوکیا، ژونیپر نتورکس و نت‌اپ بکارگرفته می‌شود. بخش‌هایی از سیستم‌عامل پلی‌استیشن ۳ از فری‌بی‌اس‌دی گرفته شده‌اند. سیستم‌عامل پلی‌استیشن ۴ هم برپایهٔ فری‌بی‌اس‌دی است. در سال ۲۰۰۳، پروژهٔ دراگون‌فلی بی‌اس‌دی با انشعاب از فری‌بی‌اس‌دی آغاز به کار کرد.

### دادگاه
در ژانویه ۱۹۹۲، شرکت بی‌اس‌دی‌آی آغاز به فروختن یک نسخهٔ تجاری از Net-2 کرد که بی‌اس‌دی/اواس نام داشت. کمی پس از آن، AT&T ادعا کرد که کدهای یونیکس AT&T به گونهٔ غیرمجازی در BSD/OS گنجانده شده و بنابراین بی‌اس‌دی‌آی را به دادگاه کشاند. سرانجام نهایی این دادگاه هیچگاه به گونهٔ همگانی بیان نشد. تنها چیزی که به گونهٔ همگانی به آگاهی رسید این بود که کدهایی که AT&T ازآن خود می‌دانست، از بی‌اس‌دی/اواس زدوده شوند و بی‌اس‌دی/اواس به جای Net-2، کدهای 4.4BSD-Lite را بکار برد. هرچند که دادگاه پروژهٔ فری‌بی‌اس‌دی را گناهکار نشناخته بود، اما از بیم پیش‌آمدن کشمکش با AT&T، قرار شد که فری‌بی‌اس‌دی هم به جای 386BSD، کدهای 4.4BSD-Lite را برای پایهٔ سیستم خود بکار برد. این کوچ‌کردن به 4.4BSD-Lite، وقفه‌ای در توسعه این سیستم‌عامل‌ها به وجود آورد و روند توسعهٔ آن‌ها را در آن سال‌ها آهسته کرد. نسخه ۲٫۰ نخستین نسخه‌ای بود که هیچ کدی از AT&T در آن نبود. این نسخه در نوامبر ۱۹۹۴ پخش شد.

## توسعه و انتشار

نمودار میله‌ای که تناسب کاربران سیستم‌عامل‌های خانواده بی‌اس‌دی را بر پایهٔ یک آمارگیری در سال ۲۰۰۵ نشان می‌دهد.

فری‌بی‌اس‌دی را گروهی داوطلب از سرتاسر جهان توسعه می‌دهد. این توسعه‌دهندگان با کمک اینترنت با هم رابطه دارند و شاید هرگز یکدیگر را از نزدیک ندیده باشند. چندین گروه کاربری در سرتاسر جهان و در شهرهای گوناگون وجود دارد که کاربران فری‌بی‌اس‌دی به گونهٔ خودجوش آن‌ها را بنیان‌نهاده و سرپرستی می‌کنند. افزون بر آن، یوزنیکس هم گردهمایی سالانه‌ای به نام BSDcon برگزار می‌کند که ویژهٔ فری‌بی‌اس‌دی نیست و موضوع این کنفرانس جنبه‌های فنی همهٔ سیستم‌عامل‌های بی‌اس‌دی همانند اوپن‌بی‌اس‌دی و نت‌بی‌اس‌دی است. افزون بر گردهمایی BSDcon که همه‌ساله در آتاوا کانادا برگزار می‌شود، سه گردهمایی دیگر به نام‌های، BSDCan, EuroBSDCon و AsiaBSDCon هم سالانه و به ترتیب در کانادا، اروپا و آسیا (ژاپن) برگزار می‌شوند.

### توسعه
فری‌بی‌اس‌دی نزدیک به ۵۰۰ توسعه‌دهنده یا کامیتر دارد که به مخازن کد منبع فری‌بی‌اس‌دی دسترسی دارند و می‌توانند دگرگونی‌های دلخواه خود را در آن انجام دهند. بیشتر آن‌ها داوطلبان بی‌مزد هستند و شماری هم از سوی برخی شرکت‌ها پشتیبانی مالی می‌شوند. توسعه‌دهندگان هر چند سال یک بار کسانی را از بین خود به عنوان تیم مرکزی برمی‌گزینند. تیم مرکزی وظیفهٔ رسیدگی به کشمکش‌ها و مناقشات شخصی، پذیرش توسعه‌دهندگان جدید، واگذار کردن سرپرستی بخش‌هایی از فری‌بی‌اس‌دی به افراد یا گروه‌ها و در مواردی هم بازپس گرفتن اختیارات از توسعه‌دهندگان را بر دوش دارد. افزون بر توسعه‌دهندگان، گروه دیگری به نام مشارکت‌کنندگان هستند که یکراست نمی‌توانند در کدهای منبع فری‌بی‌اس‌دی دست ببرند. مشارکت‌کنندگان تنها وصله‌های دلخواه خود را برای توسعه‌دهندگان می‌فرستند تا پس از بازبینی، در کد منبع اعمال شود. مشارکت‌کنندگانی که پیوسته خدمات سودمند انجام می‌دهند و کدهای باکیفیتی به پروژه اهدا می‌کنند، برای پیوستن به گروه توسعه‌دهندگان فری‌بی‌اس‌دی فراخوانی می‌شوند.
توسعه‌دهندگان در گذشته برنامهٔ سی‌وی‌اس را برای نسخه‌بندی کدهای منبع بکار می‌بردند، اما از سال ۲۰۰۸، پروژه آغاز به کوچ کردن به آپاچی سابورژن کرد و از تاریخ ژوئیه ۲۰۱۲، همهٔ مخازن کد منبع به‌وسیلهٔٔ نرم‌افزار سابورژن اداره می‌شود.
فری‌بی‌اس‌دی سه مخزن کد منبع به نام‌های ‎-RELEASE، ‎-STABLE و ‎-CURRENT دارد. تمام تغییرات و قابلیت‌های جدید و آزمایش نشده به شاخهٔ ‎-CURRENT افزوده می‌شوند. پس از اینکه ویژگی‌های تازه آزمایش شدند و به پایداری درخوری رسیدند، وارد شاخهٔ ‎-STABLE می‌شوند؛ این شاخه هم تنها یک شاخهٔ «رو به پیشرفت» است، با این همه، شاخهٔ ‎-STABLE نسبت به شاخهٔ ‎-CURRENT از پایداری بیشتری برخوردار است. سومین شاخه، شاخهٔ ‎-RELEASE است که تنها کدهای آزمایش‌شده و پایدار در آن گنجانده می‌شود. البته پس از انتشار یک نسخه، قابلیت‌های نوین در شاخهٔ ‎-RELEASE آن نسخه گنجانده نمی‌شود و بروزرسانی‌های این شاخه تنها محدود به زدودن مشکلات امنیتی می‌شود. اگر یک قابلیت نو که به نسخهٔ ‎-CURRENT افزوده شده، به اندازهٔ کافی به پایداری رسیده باشد، می‌تواند به دیگر نسخه‌ها، به ویژه نسخهٔ ‎-STABLE هم بک‌پورت شود که در فرهنگ واژگان فری‌بی‌اس‌دی به آن MFC می‌گویند که برگرفته از Merge From Current به معنی «درآمیختن از شاخهٔ ‎-CURRENT» است.

### توزیع
سیستم‌عامل فری‌بی‌اس‌دی را به روش‌های گوناگونی می‌توان فراهم کرد. فری‌بی‌اس‌دی را می‌توان از روی رسانه‌هایی مانند دیسک‌های سی‌دی-رام، دی‌وی‌دی و فلش مموری نصب کرد. این رسانه‌ها را می‌توان به رایگان از وب‌سایت رسمی فری‌بی‌اس‌دی و با پروتکل‌هایی مانند اف‌تی‌پی، HTTP و فایل‌سیستم شبکه‌ای دریافت کرد. سرورهای گوناگونی در سرتاسر جهان برای دریافت فری‌بی‌اس‌دی هستند که کاربران می‌توانند نزدیک‌ترین سرور به خود را برگزینند تا بدین گونه، روند دانلود با شتاب بیشتری انجام شود. افزون بر اینکه فری‌بی‌اس‌دی را می‌توان به رایگان از وب‌سایت رسمی آن دریافت کرد، چندین شرکت نیز فری‌بی‌اس‌دی را بر روی دیسک‌های سی‌دی-رام و دی‌وی‌دی پخش کرده و به فروش می‌رسانند.

## ویژگی‌ها
برخی از ویژگی‌های پایه‌ای سیستم‌عامل فری‌بی‌اس‌دی عبارتند از:
- یک سیستم‌عامل چند کاربره است، بدین گونه که چندین کاربر می‌توانند به گونهٔ هم‌زمان از سیستم استفاده کنند؛ فری‌بی‌اس‌دی کاربران را از گزند یکدیگر محافظت می‌کند تا در کار هم آشفتگی و نابسامانی پدید نیاورند.
- یک سیستم‌عامل چندکارگی است، هر کاربر می‌تواند چند فرایند را هم‌زمان اجرا کند. برای اطمینان از اینکه هر فرایند بخش عادلانه‌ای از منابع را مصرف می‌کند، اولویت هر فرایند می‌تواند به شکل پویا تنظیم شود.
- فری‌بی‌اس‌دی یک سازوکار حفاظت از حافظه دارد تا این اطمینان به‌دست آید که فرایندها و کاربران در کار یکدیگر دست‌درازی نمی‌کنند. اگر فرایندی دچار اشکال شود، بر روی دیگر فرایندها تأثیر نخواهد داشت.

### ذخیره‌سازی
در کنار یونیکس فایل سیستم که فایل‌سیستم پیش‌فرض در فری‌بی‌اس‌دی است، فری‌بی‌اس‌دی به گونهٔ پیش‌فرض از چند سیستم‌فایل دیگر همانند FAT32 و NTFS (به صورت فقط-خواندنی)، SMBFS, ext2، ایزو۹۶۶۰ و فایل سیستم شبکه‌ای پشتیبانی می‌کند.
فایل
قابلیت سافت آپدیتز در فایل‌سیستم‌های UFS کمک می‌کند تا در هنگام گسستگی برق یا هرگونه اشکال دیگری، یکپارچگی و درستی اطلاعات موجود در فایل‌سیستم همچنان حفظ شود.
به کمک تصاویر لحظه‌ای می‌توان یک نسخهٔ پشتیبان از وضیعت کنونی یک فایل‌سیستم فراهم کرد. جئومیک چارچوب ذخیره‌سازی ماژولار است که قابلیت‌هایی همانند RAID (هم‌اکنون سطوح صفر، یک و سه)، رمزنگاری دیسک، ژورنالینگ، زنجیره‌بندی، کَشینگ و دسترسی به دستگاه‌های ذخیره‌سازی متصل به شبکه را فراهم می‌کند. به کمک جئوم کاربر می‌تواند با به هم پیوستن «زنجیره‌ای» این قابلیت‌ها، سناریوهای پیچیده‌ای را پیاده‌سازی کند.
سیستم‌فایل ZFS که نخست از سیستم‌عامل اوپن‌سولاریس گرفته شد، یکی از چارچوب‌های بنیادی ذخیره‌سازی اطلاعات در فری‌بی‌اس‌دی است. زی‌اف‌اس نخستین‌بار به‌دست شرکت سان مایکروسیستمز ساخته و در نسخهٔ ۱۰ اوپن‌سولاریس منتشر شد. هرچند که پروژهٔ اوپن‌سولاریس دیگر پابرجا نیست، اما توسعهٔ ZFS در فری‌بی‌اس‌دی همچنان به کمک پروژهٔ OpenZFS دنبال می‌شود. فری‌بی‌اس‌دی از نسخهٔ ۷٫۰ به این سو از ZFS پشتیبانی می‌کند. در نسخهٔ ۹٫۰، ZFS به نسخهٔ ۲۸ بروزرسانی شد. این سیستم‌فایل قابلیت‌هایی همانند سهمیه‌بندی، فشرده‌سازی، تصویر لحظه‌ای، پیشگیری از نوشته‌شدن اطلاعات تکراری بر روی دیسک را فراهم می‌کند.
فری‌بی‌اس‌دی قابلیتی به نام «ذخیره‌سازی با دسترس‌پذیری بالا» دارد که به کمک آن، می‌توان اطلاعات را به صورت آینه‌وار بر روی دو دیسک سخت که بر روی دو رایانهٔ جداگانه قرار دارند، به روشی هم‌زمان نوشت. هر چیزی که بر روی یکی از دیسک‌ها نوشته شود، به شکل خودکار بر روی دیگری هم نوشته خواهد شد.

### شبکه
پشته پرتکل TCP/IP در فری‌بی‌اس‌دی، برپایه پیاده‌سازی موجود در 4.2BSD بناشده که کمک زیادی به گسترش استفاده از این پروتکل کرده‌است. فری‌بی‌اس‌دی از پروتکل IPv6 و شبکه بی‌سیم پشتیبانی می‌کند. پشته پروتکل IPv6 و همچنین پشتهٔ آی‌پی‌سک از پروژه کامه گرفته شده‌اند. ابزارهایی برای شکل‌دهی ترافیک مانند دامی‌نت و آلت‌کیو هم در فری‌بی‌اس‌دی گنجانده شده‌است. همچنین فری‌بی‌اس‌دی از پروتکل‌های AppleTalk و تبادل بسته بین‌شبکه‌ای هم پشتیبانی می‌کند. اما این دو پروتکل کهنه شمرده شده و در نسخهٔ ۱۱ کنار گذاشته خواهند شد.
فری‌بی‌اس‌دی از نسخه ۵٫۳ به این سو از پروتکل آدرس اضافه مشترک یا CARP پشتیبانی می‌کند. به کمک CARP، چندین دستگاه (گره) می‌توانند یک آدرس آی‌پی یکسان را باهم بکار ببرند. اگر یکی از دستگاه‌ها از کار بیوفتد، دستگاه‌های دیگر هنوز می‌توانند خدمات‌رسانی کنند. CARP بیشتر برای برقراری تعادل بار بکار گرفته می‌شود.

### امنیت
فری‌بی‌اس‌دی سه دیوار آتش به نام‌های پی‌اف، آی‌پی‌فایروال، آی‌پی‌فیلتر دارد. از بین این سه دیوار آتش، آی‌پی‌فایروال، دیوار آتشی است که ویژهٔ خود فری‌بی‌اس‌دی ساخته شده و از زمان‌های دور در آن وجود داشته‌است. دو دیوار آتش دیگر، از سیستم‌عامل‌های دیگر گرفته شده‌اند. دیوار آتش آی‌پی‌فیلتر را دارن رید برای فری‌بی‌اس‌دی پورت کرده‌است. دیوار آتش پی‌اف هم از پروژه اوپن‌بی‌اس‌دی گرفته شده‌است.
فری‌بی‌اس‌دی از نسخه ۵٫۰ به این سو از لیست کنترل دسترسی پشتیبانی می‌کند که پروژهٔ تراستدبی‌اس‌دی آن را پیاده‌سازی کرده و در گذشته تنها در یونیکس‌های تجاری همانند ایریکس و سولاریس دردسترس بود. تراستدبی‌اس‌دی پروژه‌ای است که با انگیزهٔ افزودن قابلیت‌های امنیتی پیشرفته به فری‌بی‌اس‌دی در آوریل سال ۲۰۰۰ بنیان نهاده شد. افزون بر لیست‌های کنترل دسترسی، این پروژه قابلیت‌هایی همچون کنترل دسترسی اجباری، اوپن‌پم و اوپن‌بی‌اس‌ام را هم توسعه داده‌است. سازمان‌ها و شرکت‌هایی همچون دارپا، دانشگاه پنسیلوانیا، NSA، یاهو!، Safeport Network Services، گوگل، اپل، Network Associates Laboratories و دانشگاه کمبریج از این پروژه پشتیبانی می‌کنند.
این پروژه همچنین FLASK/TE سازمان NSA را هم از SELinux برای فری‌بی‌اس‌دی پورت کرده‌است. دیگر زیرسیستم‌های فری‌بی‌اس‌دی که زیر پرچم این پروژه توسعه یافته‌اند، GEOM و OpenPAM هستند. به جز فری‌بی‌اس‌دی، فناوری‌هایی که پروژهٔ TrustedBSD فراهم کرده در دیگر سیستم‌عامل‌ها هم بکار گرفته شد. برای نمونه، نت‌بی‌اس‌دی OpenPAM را به سیستم خود افزوده و شرکت اپل هم چارچوب MAC را به سیستم‌عامل اواس ده افزوده‌است.
برنامه اوپن‌اس‌اس‌اچ در نصب پیش‌فرض گنجانده شده و کاربر می‌تواند آن را برای برقراری ارتباط راه دور به صورت امن بکار برد. اوپن‌اس‌اس‌اچ جایگزینی برای تلنت است و برخلاف تلنت، اطلاعات (همچون نام کاربری و کلمهٔ عبور) را به صورت رمزنگاری‌شده بر روی شبکه جابجا می‌کند و کاربر می‌تواند دل‌آسوده باشد که اطلاعات او در بین راه دزدیده نخواهد شد.
فری‌بی‌اس‌دی ابزاری به نام portaudit را فراهم کرده که این ابزار، به کمک یک پایگاه داده، نرم‌افزارهای نصب شده بر روی سیستم را بررسی می‌کند و اشکالات و آسیب‌پذیری‌های امنیتی نرم‌افزارها را به کاربر گزارش می‌کند.
فری‌بی‌اس‌دی دو چارچوب برای رمزنگاری کردن اطلاعات موجود در دیسک سخت فراهم کرده که GELI و GBDE نام دارند. این دو چارچوب، اطلاعات را در سطح بلاک‌ها و سکتورهای دیسک سخت رمزنگاری می‌کنند.

### زندان‌های فری‌بی‌اس‌دی
زندان‌های فری‌بی‌اس‌دی، یک سازوکار امنیّتی و یک راهکار مجازی‌سازی در سطح سیستم‌عامل هستند که به کمک آن‌ها، می‌توان برنامه‌ها را در یک محیط ایمن و قرنطینه اجرا کرد. هر فرایندی که در یک زندان اجرا می‌شود، نمی‌تواند با فرایندهای بیرون از آن زندان ارتباط داشته باشد. افزون بر آن، هر زندان نام میزبان و آدرس آی‌پی ویژهٔ خود را دارد. به شکل هم‌زمان می‌توان چندین زندان را بر روی یک سیستم فری‌بی‌اس‌دی اجرا کرد. هستهٔ سیستم‌عامل بین همهٔ آن زندان‌ها به اشتراک گذاشته می‌شود و بدین گونه تنها می‌توان برنامه‌هایی که ویژهٔ فری‌بی‌اس‌دی هستند را در زندان‌ها به اجرا درآورد. از نسخهٔ ۷٫۲ به این سو، این توانایی فراهم شده که یک زندان چندین آدرس آی‌پی داشته باشد. همچنین هم‌اکنون، می‌توان زندان‌ها را از نظر تعداد پردازنده محدود کرد. برای نمونه، در رایانه‌ای که ۴ پردازنده دارد، می‌توان دو پردازنده را برای استفاده یکی از زندان‌ها به آن واگذار کرد. همچنین زندان‌ها می‌توانند به شکل تودرتو هم باشند؛ یعنی می‌توان یک زندان را در یک زندانی دیگر ساخت.

### برنامه‌های جانبی و سیستم مدیریت بسته‌ها
پورت‌های فری‌بی‌اس‌دی روش معمول برای نصب برنامه‌های جانبی در فری‌بی‌اس‌دی هستند. پورت‌های فری‌بی‌اس‌دی مجموعه‌ای بیش از هزاران بستهٔ نرم‌افزاری گوناگون را در خود گنجانده‌است. میزکارهای گرافیکی گوناگون مانند گنوم، کی‌دی‌ئی، XFCE، مجموعه‌های اداری گوناگون مانند لیبره‌آفیس، مرورگرهای وب مانند فایرفاکس، کرومیوم، اپرا، برنامه‌های پخش چندرسانه‌ای مانند وی‌ال‌سی، ام‌پلیر، ابزارهای گوناگون مدیریت شبکه، قلم‌ها، بازی‌های رایانه‌ای، برنامه‌های مدیریت و ویرایشگر تصاویر مانند گیمپ، ابزارهای توسعهٔ برنامه‌نویسی مانند کامپایلرها و هزاران برنامهٔ دیگر، بخشی از این برنامه‌ها هستند.
هر پورت از شماری فایل تشکیل شده که این فایل‌ها، چگونگی کامپایل و نصب نرم‌افزار دلخواه را تعیین می‌کنند. برای نمونه مشخص می‌کنند که یک برنامهٔ دلخواه، باید از کجا دانلود شود، چه |وصله‌هایی باید بر روی آن اعمال شود و همچنین وابستگی‌های نرم‌افزاری را هم مشخص می‌کنند. اگر یک برنامه به برنامه‌های دیگری وابسته باشد، آنگاه این وابستگی‌ها را باید پیش از خود آن برنامه نصب کرد. پورت‌های فری‌بی‌اس‌دی به گونهٔ خودکار این وابستگی‌ها را مهار و سامان‌دهی می‌کنند. پورت‌های فری‌بی‌اس‌دی، افزون بر فراهم کردن روشی ساده برای کامپایل برنامه‌ها، امکاناتی برای ساخت بسته باینری از پورت‌های نصب‌شده را هم فراهم می‌کنند.
از دیرباز، بسته‌های باینری با دستورهای pkg_add و pkg_delete سامان‌دهی می‌شدند؛ اما در نسخهٔ ۱۰ فری‌بی‌اس‌دی، یک مدیر بسته نو به نام pkg ارائه و جایگزین این دستورهای کهنه شد. پی‌کی‌جی تنها برای مدیریت بسته‌های باینری است و نه برای مدیریت پورت‌های فری‌بی‌اس‌دی.

### مجازی‌سازی
در نسخهٔ ۱۰ فری‌بی‌اس‌دی، یک راه‌کار مجازی‌سازی نو به نام بی‌هایوbhyve فراهم شد که به کمک آن می‌توان چندین سیستم‌عامل گوناگون را به صورت مجازی و هم‌زمان بر روی یک میزبان فری‌بی‌اس‌دی اجرا کرد. هم‌اکنون، بی‌هایو از سیستم‌عامل‌های فری‌بی‌اس‌دی، اوپن‌بی‌اس‌دی و لینوکس (معماری x86-64) پشتیبانی می‌کند. همچنین پشتیبانی از سایر سیستم‌عامل‌ها همچون Illumos و مایکروسافت ویندوز هم در دستور کار است. این برنامه را نیل تاتو و پیتر گرهان نوشته‌اند و نخستین بار در کنفرانس BSDCan سال ۲۰۱۱ (میلادی) معرفی شد. تفاوت بی‌هایو و زندان‌ها در این است که زندان‌ها، محیط سیستم‌عامل را در سطح هسته مجازی‌سازی می‌کنند، اما بی‌هایو، کل ماشین و سخت‌افزار را شبیه‌سازی می‌کند. برای همین، زندان‌ها تنها از سیستم‌عامل فری‌بی‌اس‌دی پشتیبانی می‌کنند، اما بی‌هایو، می‌تواند سیستم‌عامل‌های دیگری افزون بر فری‌بی‌اس‌دی را هم اجرا کند. برای سنجش، می‌توان این‌گونه گفت که بی‌هایو همسان یک تکنولوژی همچون KVM است، و زندان‌ها هم همسان با LXC یا Zoneهای سولاریس هستند.

### سکوها
فری‌بی‌اس‌دی تاکنون به چندین سکو و معماری گوناگون پورت شده‌است. پروژهٔ فری‌بی‌اس‌دی، سکوهای سخت‌افزاری مورد پشتیبانی را به چند ردهٔ گوناگون بخش‌بندی می‌کند. پروژه سکوهایی که در ردهٔ نخست گنجانده شده‌اند را بی‌کم‌وکاست پشتیبانی می‌کند. سکوهای ردهٔ دوم، با اینکه توسعهٔ پرباری دارند، اما پروژه فری‌بی‌اس‌دی به شکل رسمی آن‌ها را پشتیبانی نمی‌کند. سکوهای رده سوم، یا آزمایشی هستند یا توسعهٔ آن‌ها پایان یافته‌است. سکوهای رده چهارم هم هیچ‌گونه پشتیبانی نمی‌شوند. معماری آرم پاورپی‌سی، اسپارک۶۴، x86 و x86-64، پی‌سی۹۸ و ایکس‌باکس برخی از سکوهایی هستند که فری‌بی‌اس‌دی تاکنون به آن‌ها پورت شده‌است. همچنین فری‌بی‌اس‌دی در نسخهٔ ۱۰ از رسبری پای پشتیبانی می‌کند.
| معماری                       | سطح پشتیبانی | نکات                                                        |
| ---------------------------- | ------------ | ----------------------------------------------------------- |
| x86                          | رده ۱        | به این معماری «i386» گفته شود                               |
| x86-64                       | رده ۱        | به این معماری «amd64» گفته شود                              |
| NEC PC-9801                  | رده ۲        | به این معماری «pc98» گفته شود                               |
| اسپارک شرکت سان مایکروسیستمز | رده ۲        | تنها از معماری ۶۴-بیت پشتیبانی می‌شود                        |
| ایتانیم (ia64)               | رده ۲        |                                                             |
| پاورپی‌سی و پاورپی‌سی/۶۴       | رده ۲        |                                                             |
| آرم                          | رده ۲        |                                                             |
| معماری میپس                  | رده ۳        |                                                             |
| ایکس‌باکس شرکت مایکروسافت     | رده ۳        |                                                             |
| دک آلفا                      | رده ۳        | از نسخه ۷٫۰ به این سو، پشتیبانی از این معماری متوقف شده‌است. |

### لایه سازگاری با دیگر سیستم‌عامل‌ها
فری‌بی‌اس‌دی دارای چند لایه سازگاری است که قابلیت اجرای فایل‌های باینری دیگر سیستم‌عامل‌ها را ارائه می‌دهد. به کمک لایهٔ سازگاری می‌توان برنامه‌ها و نرم‌افزارهایی که رسماً برای سیستم عاملی منتشر نشده‌اند را بر روی سیستم‌عامل دیگر اجرا کرد. سیستم‌عامل‌هایی که فری‌بی‌اس‌دی لایه سازگاری با آن‌ها را ارائه می‌دهد شامل لینوکس، بی‌اس‌دی/اواس و یونیکس SVR4 هستند. در سپتامبر ۲۰۱۱، وب‌سایت فورونیکس یک بنچ‌مارک بر اساس Phoronix Test Suite منتشر کرد که نشان می‌داد فری‌بی‌اس‌دی نسخه ۸٫۲ توانست تعدادی از بازی‌های رایانه‌ای ویژهٔ لینوکس را، به‌طور میانگین ۸ الی ۱۴ درصد، سریع‌تر از توزیع لینوکس اوبونتو نسخه ۱۱٫۰۴، بر روی یک سیستم با کارت گرافیک nVidia و درایور یکسان اجرا کند. البته هم‌اکنون این لایه تنها می‌تواند باینری‌های ۳۲بیتی لینوکس را اجرا کند. اما از سال ۲۰۱۳، برنامه‌هایی برای پشتیبانی کردن از باینری‌های ۶۴بیتی لینوکس در نسخه ۱۰ و نسخه‌های آینده فری‌بی‌اس‌دی بوده‌است. این لایهٔ سازگاری، گونه‌ای از شبیه‌سازی نیست، بلکه فراخوان‌های سیستمی هستهٔ لینوکس، در هستهٔ فری‌بی‌اس‌دی نیز پیاده‌سازی شده‌اند و بنابراین، کتابخانه‌های اشتراکی و فایل‌های باینری لینوکس، همانند فایل‌های باینری بومی خود فری‌بی‌اس‌دی شناخته می‌شوند.
افزون بر آن، فری‌بی‌اس‌دی شماری از رابط‌های برنامه‌نویسی نرم‌افزار که ویژهٔ سیستم‌عامل مایکروسافت ویندوز هستند و برای نوشتن درایورهای کارت شبکه بکارگرفته می‌شوند را هم پیاده‌سازی کرده‌است. به کمک این رابط‌ها، فری‌بی‌اس‌دی می‌تواند گرداننده‌های کارت شبکه‌ای که ویژهٔ سیستم‌عامل مایکروسافت ویندوز هستند را هم اجرا کند.

### نصاب‌ها

تصویری از برنامه bsdinstall

فری‌بی‌اس‌دی از نسخهٔ ۲٫۰ تا ۹٫۰ نصابی به نام sysinstall داشت که از واسط کاربری متنی برخوردار بود، به کمک sysinstall، می‌شد فری‌بی‌اس‌دی را بر روی یک کامپیوتر نصب کرد یا همچنین می‌شد پیکربندی‌های ساده‌ای را پس از نصب انجام داد. این نصاب را جردن هابارد به زبان برنامه‌نویسی سی نوشته شده بود. از نسخهٔ ۹ به این سو، فری‌بی‌اس‌دی نصاب تازه‌ای به نام bsdinstall را فراهم کرده که جایگزین sysinstall شده‌است. bsdinstall در سنجش با sysinstall از انعطاف بالاتری برخوردار است و به گونه‌ای ساخته شده تا برای نوشتن اسکریپت‌ها هم کارا باشد. OSNews دربارهٔ آن گفته‌است که «برخی از امکانات پیشین را ندارد و به جای آن، تعدادی امکانات نو دارد، اما ساخت آن از انعطاف بالاتری برخوردار است و سرانجام کار، پیشرفتی برجسته خواهد بود».

### هسته
هستهٔ فری‌بی‌اس‌دی، توانایی‌هایِ پایه‌ایِ سیستم همانند مدیریت فرایندها، زمان‌بندی، ارتباطات شبکه و راه‌اندازی سیستم را فراهم می‌کند. هسته بخشی از سیستم است که در مُد حفاظت‌شده اجرا می‌شود. هسته، فرایندها را ساخته و مدیریت می‌کند و همچنین به عنوان میانجی بین برنامه‌های کاربر و اجزای سخت‌افزاری (همانند پردازنده، دیسک‌ها، صفحه‌نمایش و …) و نرم‌افزاری (همانند فایل‌سیستم و پروتکل‌های شبکه) سیستم عمل می‌کند. این ارتباط بین برنامه‌های کاربردی و اجزای سخت‌افزاری به کمک فراخوان‌های سیستمی که هسته برای برنامه‌های کاربر فراهم کرده، انجام می‌شود. هستهٔ فری‌بی‌اس‌دی یک هسته یکپارچه است. با این حال، هستهٔ فری‌بی‌اس‌دی به گونهٔ ماژولار ساخته شده‌است و بخش‌های گوناگون هسته به گونهٔ ماژول پیاده‌سازی شده‌اند. کاربر می‌تواند در هنگام نیاز، این ماژول‌ها را در هسته بارگذاری کند و پس از پایان کار، آن‌ها را باراندازی کند. هستهٔ فری‌بی‌اس‌دی دارای یک زمان‌بند با توانایی پشتیبانی از چند پردازشی متقارن و چندریسمانی همزمان است که ULE نام دارد. همچنین هستهٔ فری‌بی‌اس‌دی دارای یک سامانهٔ آگاه‌سازی از رویدادها، به نام kqueue است که به دیگر سیستم‌عامل‌های خانواده بی‌اس‌دی هم پورت شده‌است. در نسخهٔ ۵، ریسه‌بندی در فضای هسته، با استفاده از یک مدل ریسه‌بندی M:N فراهم شد. مدل M:N در روی کاغذ، یک مدل ریسه‌بندی خوب و شایسته‌است، اما پیاده‌سازی آن سخت و پیچیده‌است و سیستم‌عامل‌های کمی از این مدل پشتیبانی می‌کنند. هرچند که پیاده‌سازی فری‌بی‌اس‌دی از این مدل کار می‌کرد، اما از ساختار پیچیده‌ای برخوردار بود و بهینه کار نمی‌کرد. در نسخه‌های بعدی، فری‌بی‌اس‌دی آغاز به پیاده‌سازی و بکارگرفتن یک زیرسیستم ریسه‌بندی نو برپایهٔ مدل ۱:۱ کرد که libthr نام دارد.

### مستندات و پشتیبانی
مستندات رسمی فری‌بی‌اس‌دی از شماری کتابِ راهنما، صفحات راهنما، بایگانی گفتگوهای لیست‌های پستی، پرسش‌های پرتکرار و همچنین شماری مقاله در زمینه‌های گوناگون تشکیل می‌شود که پروژه مستندات فری‌بی‌اس‌دی از همهٔ آن‌ها نگهداری کرده و آن‌ها را بروزرسانی می‌کند. مستندات رسمی این این سیستم‌عامل به چندین زبان گوناگون هم ترجمه شده‌اند. همهٔ مستندات رسمی با پروانه‌ای به نام پروانه مستندات فری‌بی‌اس‌دی منتشر می‌شوند، پروانه‌ای که بنیاد نرم‌افزار آزاد آن را «یک پروانه سهل‌گیر غیرکپی‌لفت که با گنو اف‌دی‌ال هم سازگار است» شناخته‌است. منابع گوناگونی، مستندات فری‌بی‌اس‌دی را «باکیفیت» شمرده‌اند.
پروژهٔ فری‌بی‌اس‌دی چندین لیست پستی در زمینه‌های گوناگون دارد. از پرکاربردترین این لیست‌ها، می‌توان به لیست‌های FreeBSD-question (پرسش‌های عمومی) و FreeBSD-hackers (جایی برای پرسش‌های پیشرفته‌تر) اشاره کرد.

## مشتقات

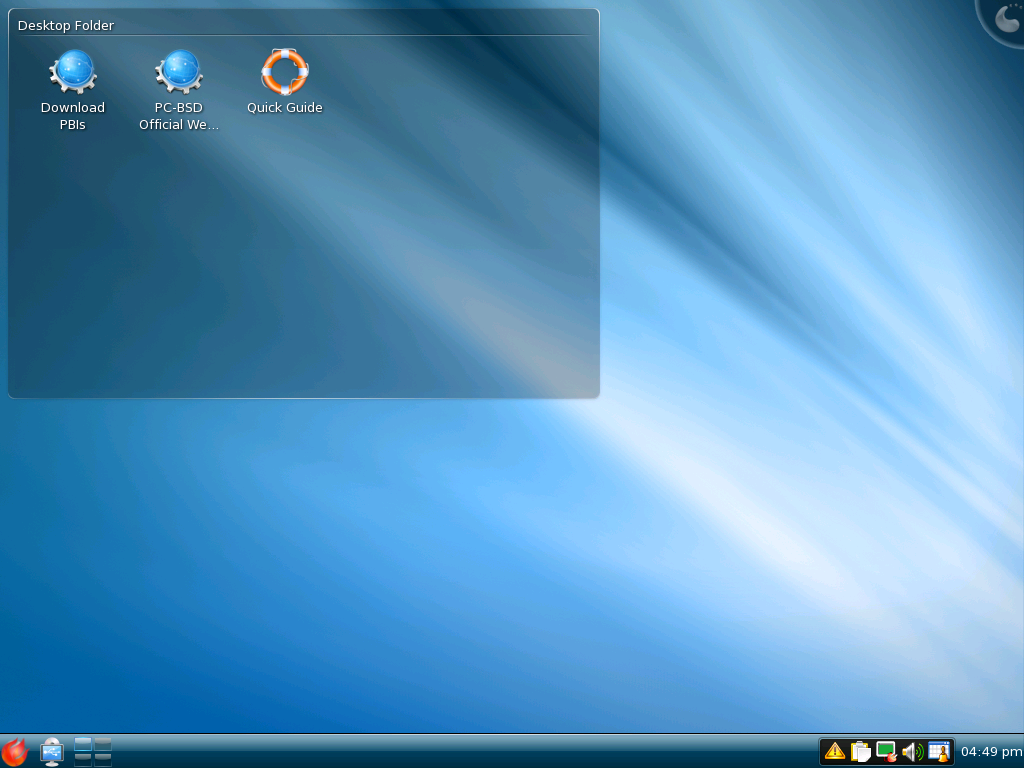
سیستم‌عامل PC-BSD نسخه ۷٫۱٫۱ با میزکار کی‌دی‌ئی

برخی از سیستم‌عامل‌هایی که بر پایه فری‌بی‌اس‌دی ساخته شده‌اند:
- PC-BSD - سیستم‌عاملی برای رایانه‌های رومیزی
- pfSense - یک دیوار آتش
- مونوال - یک دیوار آتش
- گوست‌بی‌اس‌دی - سیستم‌عاملی برای رایانه‌های رومیزی
- فری‌نس - یک سیستم ذخیره‌سازی
- NAS4Free - یک سیستم ذخیره‌سازی
- FreeSBIE - یک دیسک زنده

افزون بر موارد بالا، سیستم‌عامل دراگون‌فلای بی‌اس‌دی هم به‌دست متیو دیلون از نسخهٔ ۴٫۹ فری‌بی‌اس‌دی منشعب شده‌است و هم‌اکنون به شکل جداگانه توسعه می‌یابد. از آنجا که فری‌بی‌اس‌دی یک پروانهٔ نرم‌افزاری سهل‌گیر را به کار می‌برد و می‌گذارد تا فایل‌های کامپایل‌شده بدون کد منبع توزیع شوند، بسیاری از شرکت‌های تجاری همچون اپل و سونی در محصولات تجاری خود از فری‌بی‌اس‌دی بهره می‌برند. برای نمونه، سیستم‌عامل مک اواس ده و پلی استیشن ۳ و پلی استیشن ۴ برپایه بر فری‌بی‌اس‌دی هستند.

## پروانه
پروانهٔ نرم‌افزاری اصلی که فری‌بی‌اس‌دی با آن پخش می‌شود، پروانه فری‌بی‌اس‌دی نام دارد که هم بنیاد نرم‌افزارهای آزاد و هم سازمان پیشگامان متن‌باز آن را تأیید کرده‌اند. همچنین، همهٔ مستندات فری‌بی‌اس‌دی، همچون صفحات راهنما، مقالات و کتاب‌های منتشر شده به‌دست پروژه، با پروانه‌ای به نام پروانه مستندات فری‌بی‌اس‌دی عرضه می‌شوند. بنیاد نرم‌افزارهای آزاد این پروانه را «یک پروانه مستندات آزاد سهل‌گیر و غیر کپی‌لفت که با گنو اف‌دی‌ال سازگار است» برشمرده است.
برخی از اجزای فری‌بی‌اس‌دی که از دیگر پروژه‌ها و سیستم‌عامل‌ها گرفته شده‌اند، با پروانه‌های نرم‌افزاری دیگری عرضه می‌شوند. برای نمونه کامپایلر جی‌سی‌سی که از پروژهٔ گنو گرفته شده، با پروانه جی‌پی‌ال نسخهٔ ۲ عرضه می‌شود یا سیستم‌فایل ZFS و دی‌تریس هم که از سیستم‌عامل اوپن‌سولاریس گرفته شده‌اند، با پروانه توسعه و توزیع مشترک عرضه می‌شوند. برخی از گرداننده‌های دستگاه به صورت لکه دودویی هستند. البته برخی از این لکه‌های دودویی، سفت‌افزار هستند و بر روی خود دستگاه اجرا می‌شوند، نه بر روی پردازنده رایانه. توسعه‌دهندگان سرگرم جایگزین کردن برخی از این برنامه‌ها هستند و این‌گونه برنامه‌ریزی شده بود که نسخهٔ ۱۰ سرتاسر بدون کدهای جی‌پی‌ال باشد. برای نمونه، در نسخه ۱۰ فری‌بی‌اس‌دی، کامپایلر LLVM جایگزین کامپایلر جی‌سی‌سی (که با پروانه جی‌پی‌ال منتشر می‌شود) شد. این در حالی است که بنیاد نرم‌افزارهای آزاد بکاربردن پروانه‌هایی که کپی‌لفت نیستند را پیشنهاد نمی‌کند. چرا که این بنیاد بر این باور است که بکار بردن پروانه‌های غیر کپی‌لفت (همانند پروانه فری‌بی‌اس‌دی)، آزادی کاربران را در معرض خطر خواهد انداخت.

## نام و نشان

غول بی‌اس‌دی، شگون‌نمای فری‌بی‌اس‌دی است که Beastie نام دارد. واژهٔ Beastie تلفظی همچون BSD دارد.

دیوید گرینمن در تاریخ ۱۹ ژوئن سال ۱۹۹۳ نام «FreeBSD» را پیشنهاد داد و دیگر توسعه‌دهندگان هم آن را پذیرفته و به عنوان نام پروژه برگزیدند. نام‌های پیشنهادی دیگر BSDFree86 و Free86BSD بودند.
نخستین لوگوی فری‌بی‌اس‌دی، یک غول بود که Beastie نامیده می‌شود. این لوگو نخستین بار در سال ۱۹۷۶ بر روی تی‌شرت‌هایی که آزمایش‌گاه‌های بل به فروش می‌رساند، بکار گرفته شد. نخستین نسخه از این نشان را فیل فوگلیو کشید. نسخه‌های مردم‌پسندتر این نشان نخست در سال ۱۹۸۴ توسط جان لستر، کارگردان انیمیشن کشیده شدند. پس از آن Tatsumi Hosokawa چندین نسخه از این نشان را ویژهٔ سیستم‌عامل فری‌بی‌اس‌دی کشید. فری‌بی‌اس‌دی از آغاز پیدایش خود تا سال‌های سال این نشان (که نشان عمومی سیستم‌عامل بی‌اس‌دی یونیکس است) را بکار می‌برد. حق تکثیر این نشان در دست مارشال کیرک مک‌کیوسیک قرار دارد. با این همه، به خاطر مشکلاتی که این نشان داشت، همچون اینکه این نشان ویژهٔ فری‌بی‌اس‌دی نبود و دیگر سیستم‌عامل‌ها همانند نت‌بی‌اس‌دی هم آن را بکار می‌بردند و همچنین به خاطر سؤ برداشت‌های مذهبی و فرهنگی که از این نشان می‌شد، پروژه فری‌بی‌اس‌دی مسابقه‌ای برای کشیدن یک نشان نو برگزار کرد و مبلغ ۵۰۰ دلار برای کسی که بهترین نشان را بکشد در نظر گرفت. در پایان آنتون کی. گورال برنده شد. رابرت واتسون تأکید کرده‌است که «پروژهٔ فری‌بی‌اس‌دی دنبال یک لوگوی نو است، نه یک شگون‌نمای نو» و اینکه Beastie همچنان شگون‌نمای فری‌بی‌اس‌دی خواهد بود.
شعار پروژهٔ فری‌بی‌اس‌دی، «قدرت برای خدمتگزاری» است. هم‌اکنون این شعار و لوگوی فری‌بی‌اس‌دی، نشان‌های تجاری ثبت‌شده برای بنیاد فری‌بی‌اس‌دی هستند.

## بنیاد فری‌بی‌اس‌دی
هفتهٔ گذشته، من یک میلیون دلار به بنیاد فری‌بی‌اس‌دی کمک کردم، بنیادی که از سیستم‌عامل متن‌بازی پشتیبانی می‌کند که به میلیون‌ها برنامه‌نویس کمک کرده تا بتوانند به دنبال آرزوهای خود بروند و آن‌ها را برآورده کنند. من هم یکی از همین افراد هستم. من در پایان دههٔ ۱۹۹۰ آغاز به استفاده از فری‌بی‌اس‌دی کردم، آن هنگام من پول زیادی نداشتم و در خانهٔ دولتی زندگی می‌کردم. فری‌بی‌اس‌دی تا اندازه‌ای به من کمک کرد از تهی‌دستی بیرون بیایم - یکی از دلایل اصلی که من در شرکت یاهو! استخدام شدم این بود که آن‌ها از فری‌بی‌اس‌دی استفاده می‌کردند، همان سیستم‌عامل مورد پسند من. سال‌ها بعد، هنگامی که برایان و من پایه‌های WhatsApp را می‌ریختیم، بر روی سرورهای خود از فری‌بی‌اس‌دی استفاده کردیم. همچنان هم از فری‌بی‌اس‌دی استفاده می‌کنیم، خبر این اهدای پول را به این خاطر اعلام می‌کنم که کمی دربارهٔ کار نیکویی که بنیاد فری‌بی‌اس‌دی انجام داده توضیح دهم، به این امید که دیگران هم به پیشرفت این پروژه کمک کنند. اگر فری‌بی‌اس‌دی همچنان بتواند همان فرصتی که برای من فراهم کرده بود را برای دیگران هم فراهم کند، همهٔ ما بهره خواهیم برد - اگر فری‌بی‌اس‌دی همچنان بتواند جوانان دیگری را از تهی‌دستی رهایی دهد، و به شرکت‌های نوپای دیگر کمک کند تا یک چیز موفق یا حتی متحول تولید کنند.

یان کوم
سازمانی به نام بنیاد فری‌بی‌اس‌دی توسعهٔ فری‌بی‌اس‌دی را پشتیبانی می‌کند. بنیاد فری‌بی‌اس‌دی یک سازمان غیرانتفاعی در ایالات متحده برای پشتیبانی از پروژه فری‌بی‌اس‌دی، توسعه آن و جامعه کاربری‌اش می‌باشد. گردآوری کمک‌هزینه از افراد و شرکت‌ها و بهره‌برداری از آن‌ها برای پشتیبانی از توسعه‌دهندگان برای فعالیت‌های مشخص، خرید سخت‌افزار و زیرساخت‌های شبکه‌ای و فراهم کردن کمک‌هزینه برای نشست‌هایی که توسعه‌دهندگان برگزار می‌کنند، از کارهای بنیاد فری‌بی‌اس‌دی است. افزون بر آن، بنیاد فری‌بی‌اس‌دی مسئول فراهم کردن اسناد قانونی برای امضای قرارداد و پیمان‌نامه از سوی پروژه فری‌بی‌اس‌دی و همچنین نگهداری از علامت تجاری فری‌بی‌اس‌دی است.
در نوامبر ۲۰۱۴، بنیاد فری‌بی‌اس‌دی مبلغ یک میلیون دلار آمریکا از سوی یان کوم، یکی از بنیان‌گذاران و مدیرعامل واتس‌اپ دریافت کرد. این بزرگترین کمک مالی بود که بنیاد فری‌بی‌اس‌دی از آغاز پیدایشش تا آن هنگام دریافت کرده‌است. یان کوم خود یکی از کاربران فری‌بی‌اس‌دی از سال‌های پایانی دههٔ ۱۹۹۰ است و فری‌بی‌اس‌دی را بر روی سرورهای خود در شرکت واتس‌اپ هم بکار می‌برند. به گفتهٔ خود او، فری‌بی‌اس‌دی به او کمک کرده تا بتواند به چنین جایگاهی برسد.

## معایب
از معایب فری‌بی‌اس‌دی می‌توان به این‌ها اشاره کرد:
- نبود تلفنی (دروازه‌های آی‌اس‌دی‌ان به اس‌آی‌پی، آستریک، ...)
- نبود شبکه دیجیتالی خدمات یکپارچه (ISDN)
- نداشتن پشتیبانی خوب از دستگاه‌های سیار (موبایل، لپ‌تاپ و …)
- وجود پورت‌های خراب

## دسترسی غیرمجاز به سرورهای فری‌بی‌اس‌دی
در نوامبر سال ۲۰۱۲، تیم امنیتی فری‌بی‌اس‌دی بیان داشت که به دو تا از سرورهای پروژه فری‌بی‌اس‌دی به شکل غیرمجازی رخنه شده‌است. این سرورها بی‌درنگ خاموش شده و به حالت آفلاین درآمدند. کاوش‌های بیشتر نشان داد که نخستین دسترسی غیرمجاز به این سرورها در تاریخ ۱۹ سپتامبر رخ داده‌است. گویا این رخنهٔ غیرمجاز، با دزدیدن کلیدهای اس‌اس‌اچ یکی از توسعه‌دهندگان فری‌بی‌اس‌دی انجام گرفته بود و رخنه‌گران نتوانسته بودند حفرهٔ امنیتی را در خود فری‌بی‌اس‌دی پیدا کرده و از آن بهره‌برداری کنند. تیم امنیتی فری‌بی‌اس‌دی، با بررسی کردن کدهای سیستم‌عامل و برنامه‌های جانبی، به این نتیجه رسیدند که هیچ دگرگونی غیرمجازی در آن‌ها رخ نداده‌است، با این حال آن‌ها گفتند که نمی‌توانند صحت و درستی بسته‌هایی که در تاریخ ۱۹ سپتامبر تا ۱۱ نوامبر از سرورها دانلود شده‌اند را تضمین کنند. این دو سرور از آن دسته ماشین‌هایی بودند که برای کامپایل کردن بسته‌های باینری بکارگرفته می‌شوند. این پیشامد، انگیزه‌ای شد برای توسعه‌دهندگان فری‌بی‌اس‌دی تا روند کوچ کردن از سی‌وی‌اس به سابورژن را با شتاب بیشتری دنبال کنند.

## تاریخچه تغییرات بین نسخه‌ها
| نسخه                                                                                               | تاریخ انتشار   | پشتیبانی تا تاریخ | تغییرات عمده |
| -------------------------------------------------------------------------------------------------- | -------------- | ----------------- | --- |
| ۱٫۰                                                                                                | نوامبر ۱۹۹۳    |                   | - اولین انتشار رسمی. - پورت‌های فری‌بی‌اس‌دی |
| ۱٫۱                                                                                                | مه ۱۹۹۴        |                   | - برطرف کردن چند باگ مهم به‌جا مانده از 386BSD - افزودن پورت‌های تازه (XFree86, XView, InterViews, elm, nntp) |
| ۲٫۰                                                                                                | ۲۲ نوامبر ۱۹۹۴ |                   | - کدبیس سیستم به BSD-Lite 4.4 منتقل شد (برای حل و فصل کردن دادگاه آزمایشگاه‌های سیستم یونیکس در برابر بی‌اس‌دی‌آی) - نصاب و مدیر بوت جدید - پشتیبانی از فایل‌سیستم‌های ماژولار (MS-DOS, unionfs, kernfs) - ماژول‌های قابل بارگذاری در هسته از نت‌بی‌اس‌دی گرفته شد |
| ۲٫۲                                                                                                | مارس ۱۹۹۷      |                   | - BSD malloc با phkmalloc جایگزین شد - پشتیبانی از باینری‌های لینوکس به همراه پشتیبانی از قالب ELF |
| ۲٫۲٫۸                                                                                              | ۲۹ نوامبر ۱۹۹۸ |                   | - dummynet برای traffic shaping |
| ۳٫۰                                                                                                | اکتبر ۱۹۹۸     |                   | - چند پردازشی متقارن (SMP) - سیستم CAM واسط سیستم ریزکامپیوتر - حالت ویدئویی VESA |
| ۳٫۱                                                                                                | ۱۵ فوریه ۱۹۹۹  |                   | - پشتیبانی اولیه از USB - PAM |
| ۳٫۴                                                                                                | ۲۰ دسامبر ۱۹۹۹ |                   | - نت‌گراف - پشتیبانی از RAID-5 در vinum |
| ۴٫۰                                                                                                | ۱۴ مارس ۲۰۰۰   |                   | - گرفتن پشته پروتکل اینترنت نسخه ۶ و آی‌پی‌سک از پروژه کامه (برنامه‌ها هم برای پشتیبانی از IPv6 بروز شدند) - اوپن‌اس‌اس‌اچ به نصب پیشفرض اضافه شد - لایه سازگاری با فایل‌های باینری SVR4 |
| ۴٫۱                                                                                                | ۲۷ ژوئیه ۲۰۰۰  |                   | - kqueue |
| ۴٫۸                                                                                                | ۳ آوریل ۲۰۰۳   | ۳۱ مارس ۲۰۰۴      | - پشتیبانی اولیه از فایروایر - پشتیبانی اولیه از فراریسمانی - چارچوب رمزنگاری درون‌هسته‌ای از اوپن‌بی‌اس‌دی گرفته شد |
| ۴٫۱۰                                                                                               | ۲۷ مه ۲۰۰۴     | مه ۲۰۰۶           | - پشتیبانی از یواس‌بی - فایل‌های ports/CHANGES و ports/UPDATING به پورت‌های فری‌بی‌اس‌دی اضافه شدند |
| ۵٫۰                                                                                                | ۱۴ ژانویه ۲۰۰۳ | ۳۰ ژوئن ۲۰۰۳      | - پشتیبانی از پردازنده‌های UltraSPARC و IA-64 - پشتیبانی از SMP با انجام تغییراتی در قفل‌بندی در هسته (بیشتر هسته از قفل بزرگ آزاد شد) - جئوم - Kernel Scheduled Entities - کنترل دسترسی اجباری از TrustedBSD گرفته شد - بلوتوث - رابط قدرت و تنظیمات پیشرفته |
| ۵٫۱                                                                                                | ۹ ژوئن ۲۰۰۳    | فوریه ۲۰۰۴        | - پشتیبانی آزمایشی از x86-64 - پشتیبانی از حالات کتابخانه‌هایی برای ریسه‌بندی ۱:۱ و M:N - زمان‌بند یوال‌ئی آزمایشی |
| ۵٫۳                                                                                                | ۶ نوامبر ۲۰۰۴  | ۳۱ اکتبر ۲۰۰۶     | - ALTQ - افزودن چارچوب اشکال‌زدایی جدید KDB - pf از اوپن‌بی‌اس‌دی گرفته شد - یک رابط سازگاری برای اجرا کردن درایورهای NDIS به صورت بومی - XFree86 با سامانه پنجره اکس ۶٫۷ جایگزین شد - رمزنگاری به صورت پیشفرض در سیستم فعال شد |
| ۵٫۴                                                                                                | ۹ مه ۲۰۰۵      | ۳۱ اکتبر ۲۰۰۶     | پروتکل آدرس اضافه مشترک از اوپن‌بی‌اس‌دی گرفته شد |
| ۶٫۲                                                                                                | ۱۵ ژانویه ۲۰۰۷ | ۳۱ مه ۲۰۰۸        | - پشتیبانی از معماری ایکس‌باکس - OpenBSM - freebsd-update (بروزرسانی باینری برای اشکالات امنیتی و دیگر باگ‌ها) |
| ۷٫۰                                                                                                | ۲۷ فوریه ۲۰۰۸  | ۳۰ آوریل ۲۰۰۹     | - ZFS - جی‌پی‌تی - پیاده‌سازی مرجع از SCTP - پشتیبانی از معماری آرم - پشتیبانی از HDA - phkmalloc با jemalloc جایگزین شد - قطع کردن پشتیبانی از DEC |
| ۷٫۱                                                                                                | ۴ ژانویه ۲۰۰۹  | ۲۸ فوریه ۲۰۱۱     | - DTrace - زمان‌بند یوال‌ئی در سکوهای i386 و AMD64 پیشفرض شد |
| ۸٫۱                                                                                                | ۲۳ ژوئیه ۲۰۱۰  | ۳۱ ژوئیه ۲۰۱۲     | - انباره با دسترس‌پذیری بالا |
| ۹٫۰                                                                                                | ۱۲ ژانویه ۲۰۱۲ | ۳۱ مارس ۲۰۱۳      | - GCC با clang و LLVM جایگزین شد - پشتیبانی از USB 3.0 - یونیکس فایل سیستم SoftUpdates+Journal - بروزرسانی ZFS به نسخه ۲۸ - sysinstall با bsdinstall جایگزین شد |
| ۱۰٫۰                                                                                               | ۲۰ ژانویه ۲۰۱۴ | ۳۱ ژانویه ۲۰۱۵    | - بهبود مجازی‌سازی (bhyve, virtio) - استفاده از clang و LLVM به صورت پیشفرض - capsicum (گودال ماسه‌بازی) به صورت پیشفرض در هسته فعال شد - pkgng - بایند با LDNS و Unbound جایگزین شد - پشتیبانی از رزبری پای - امکان نصب بر روی فایل سیستم ZFS |
| ۱۰٫۱                                                                                               | ۱۴ نوامبر ۲۰۱۴ | ۳۱ دسامبر ۲۰۱۶    | - بهینه‌سازی در مجازی‌سازی (پشتیبانی از FreeBSD/i386 در بی‌هایو، بوت از روی زی‌اف‌اس) - بوت UEFI برای amd64 - پشتیبانی از پروتکل یودی‌پی لایت - بهبود در کارایی زی‌اف‌اس - پشتیبانی از SMP در armv6 |
| ۱۰٫۳                                                                                               | ۴ آوریل ۲۰۱۶   | ۳۰ آوریل ۲۰۱۸     | - به روزرسانی گنوم - پشتیبانی از فایل‌های باینری ۶۴–بیتی لینوکس از طریق لایه سازگاری |
| ۱۱٫۰                                                                                               | ۱۰ اکتبر ۲۰۱۶  | ۳۰ سپتامبر ۲۰۲۱   | - به روزرسانی NetMap - پشتیبانی از ۶۴-بیت معماری آرم - ویژگی جدید خط فرمان umount(8) -N که برای جداسازی یک NFS نصب شده در فایل سیستم استفاده می‌شود. - ویژگی جدید خط فرمان crontab -f - قابلیت پیاده‌سازی مانتینگ موازی در بروزرسانی جدید فایل سیستم زی‌اف‌اس - اضافه شدن ابزار trim(8) که محتویات بلاک‌ها را در دستگاه ذخیره‌سازی مبتنی بر فلش که از الگوریتم‌های سطح سایش استفاده می‌کنند حذف می‌کند. |
| ۱۲٫۰                                                                                               | ۱۱ دسامبر ۲۰۱۸ |                   | - پشتیبانی از فایل‌های ext2 برای خواندن و نوشتن - سیستم فایل UFS / FFS برای پشتیبانی از هش‌های بررسی به نقشه‌های گروه سیلندر به روز شده |
| ۱۳٫۰                                                                                               | ۱۳ آوریل ۲۰۲۱  |                   | |
| نسخه                                                                                               | تاریخ انتشار   | پشتیبانی تا تاریخ | تغییرات عمده |
| ایجاز:نگارش قدیمینگارش قدیمی‌تر، هنوز پشتیبانی می‌شودنگارش پایدار جاریآخرین نگارش پیش‌نمایشانتشار آتی |                |                   | |

## واژه‌نامه
1. ↑  FreeBSD Mall Inc.
2. ↑  Snapshot
3. ↑  Highly Available STorage
4. ↑  dummynet
5. ↑  ALTQ
6. ↑  Load balancing
7. ↑  Darren Reed
8. ↑  TrustedBSD
9. ↑  OpenBSM
10. ↑  Neel Nato
11. ↑  Peter Grehan
12. ↑  Protected mode
13. ↑  Modular
14. ↑  unload
15. ↑  Daemon
16. ↑  Anton K. Gural
17. ↑  The power to serve